# 亞太國際棒球訓練中心
亞太國際棒球訓練中心（又稱亞太國際棒球村、亞太棒球村或亞太棒球場）是位於台灣台南市安南區的棒球園區，包含成棒主球場與副球場、少棒主球場與副球場、室內外投打練習場與2座內野練習場共7座球場。

## 沿革

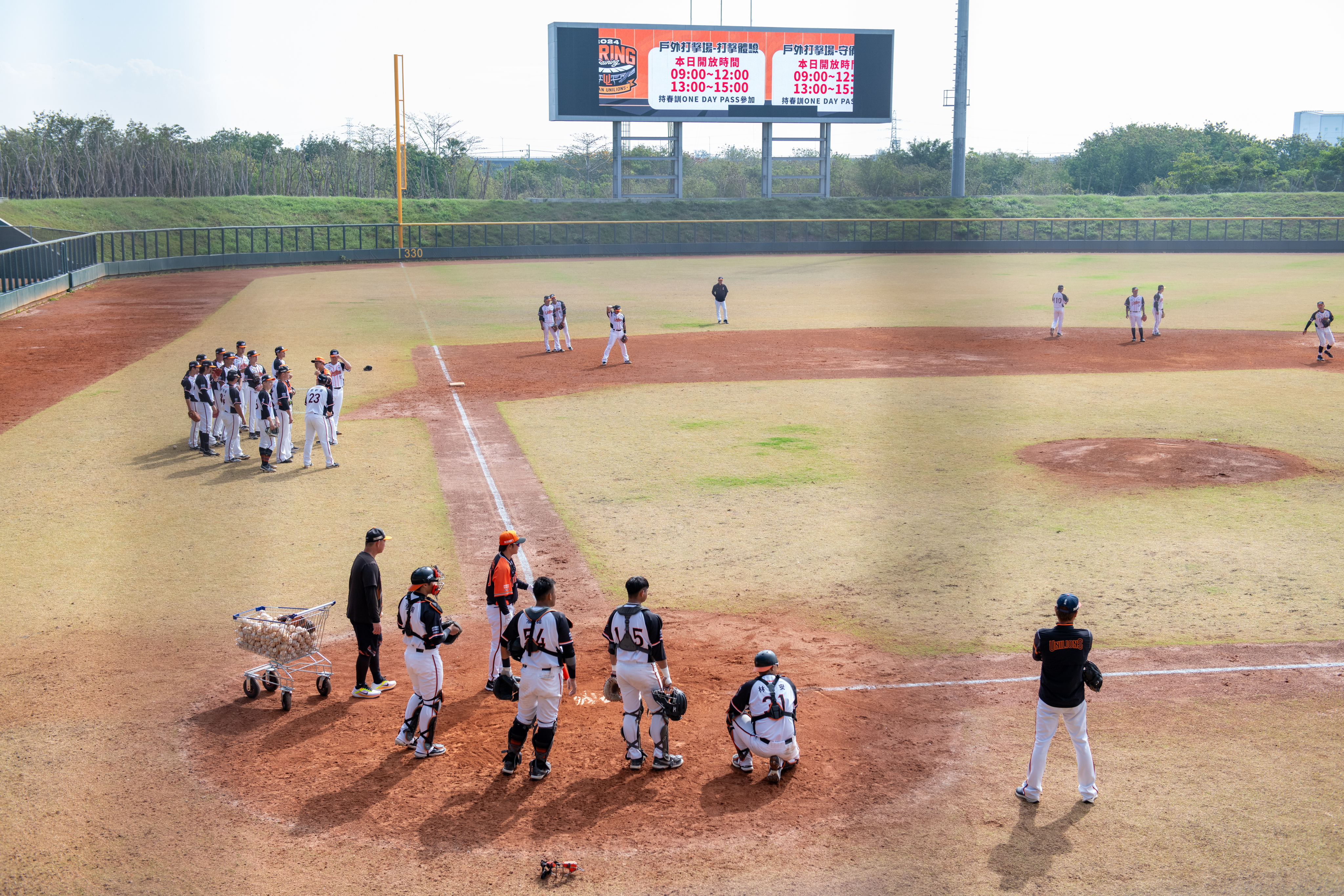
統一7-ELEVEn獅隊於成棒副球場進行2024年春訓

- 2012年5月19日，台南市市長賴清德舉辦啟動亞太國際棒球村籌設記者會。
- 2012年7月13日，聘請國際棒球總會會長里卡多·法卡利擔任最高顧問[2]。
- 2015年8月21日，亞太國際棒球訓練中心國際徵圖活動起跑[3]。
- 2016年4月28日，國際徵圖評選結果揭曉，由劉培森建築師事務所與日本竹中工務店合作的設計團隊奪得首獎[4]。
- 2018年2月5日，經歷了5次流標，第一期工程終於順利完成發包，由福清營造公司領銜的團隊得標[5]。
- 2018年3月17日，第一期工程進行開工動土典禮，興建經費約6億5000萬，包含一座可容納8000人觀眾席的少棒主球場和一座1000人觀眾席的副球場兼壘球場，預計2019年6月完工。原為配合2017年U-12世界盃，少棒球場預計於2017年完工。但後來因故延後至2019年，配合該年度的U-12世界盃啟用[6]。
- 2018年9月13日，與劉培森建築師事務所簽訂的二期工程設計契約終止[7]。
- 2019年7月20日，第一期少正副棒球場主體建築竣工，並由台南市市長黃偉哲陪同世界棒壘球聯盟會長里卡多·法卡利視察。但因颱風和秋行軍蟲的影響，球場延至26日啟用。
- 2019年7月26日，少棒正副球場隨著2019年U-12世界盃棒球賽正式啟用，並舉行開球暨開幕典禮。
- 2019年11月14日，第二期統包工程評選決標，由聯鋼營造公司承攬，預計於2023年底完工[8]。
- 2020年8月10日，第二期工程舉行開工動土典禮，興建經費約19.35億，包含一座可容納25000人觀眾席的成棒主球場和一座3000人觀眾席的副球場，也一併興建成棒規格內野練習場及室內外投打練習場，副球場拚2022年底完工，主球場則預計2023年完工[9]。
- 2021年6月25日，2座內野練習場興建完工。
- 2022年2月9日，繼少棒正副球場由統一7-ELEVEn獅隊認養後，該隊再次受委託管理內野練習場[10]。
- 2023年5月19日，成棒副球場興建完工[11]。
- 2025年1月21日，成棒主球場興建完工[12]。
- 2025年7月15日，在中華棒協理事長辜仲諒協調，獲得教育部體育署、國家運動訓練中心和臺南市政府體育局支持下，亞太國際棒球訓練中心確定作為國家棒球訓練基地（除成棒主球場外）[13][14]。

## 場地規劃

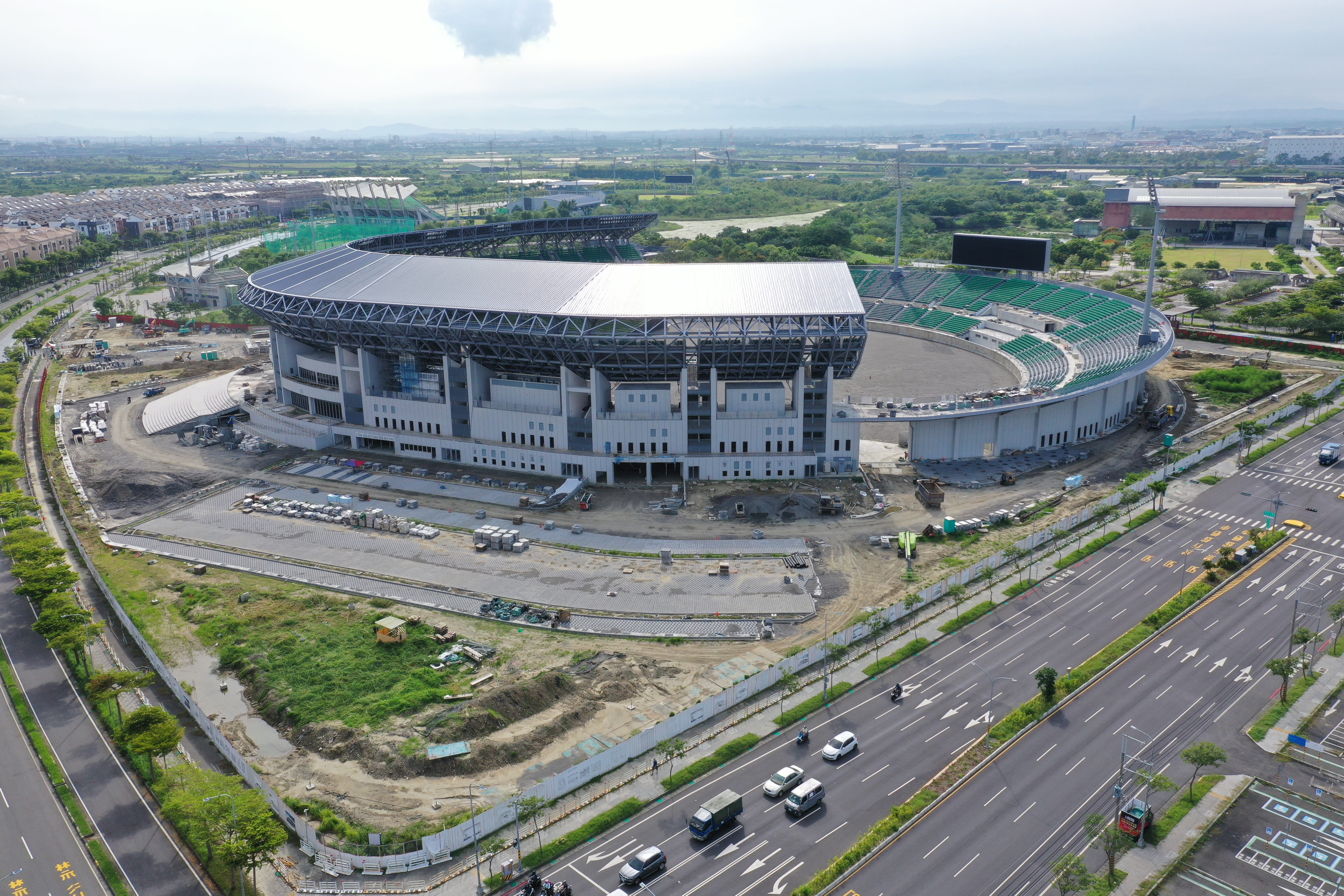
興建中的成棒主球場，左後方為其他球場，右後方為國立臺灣歷史博物館

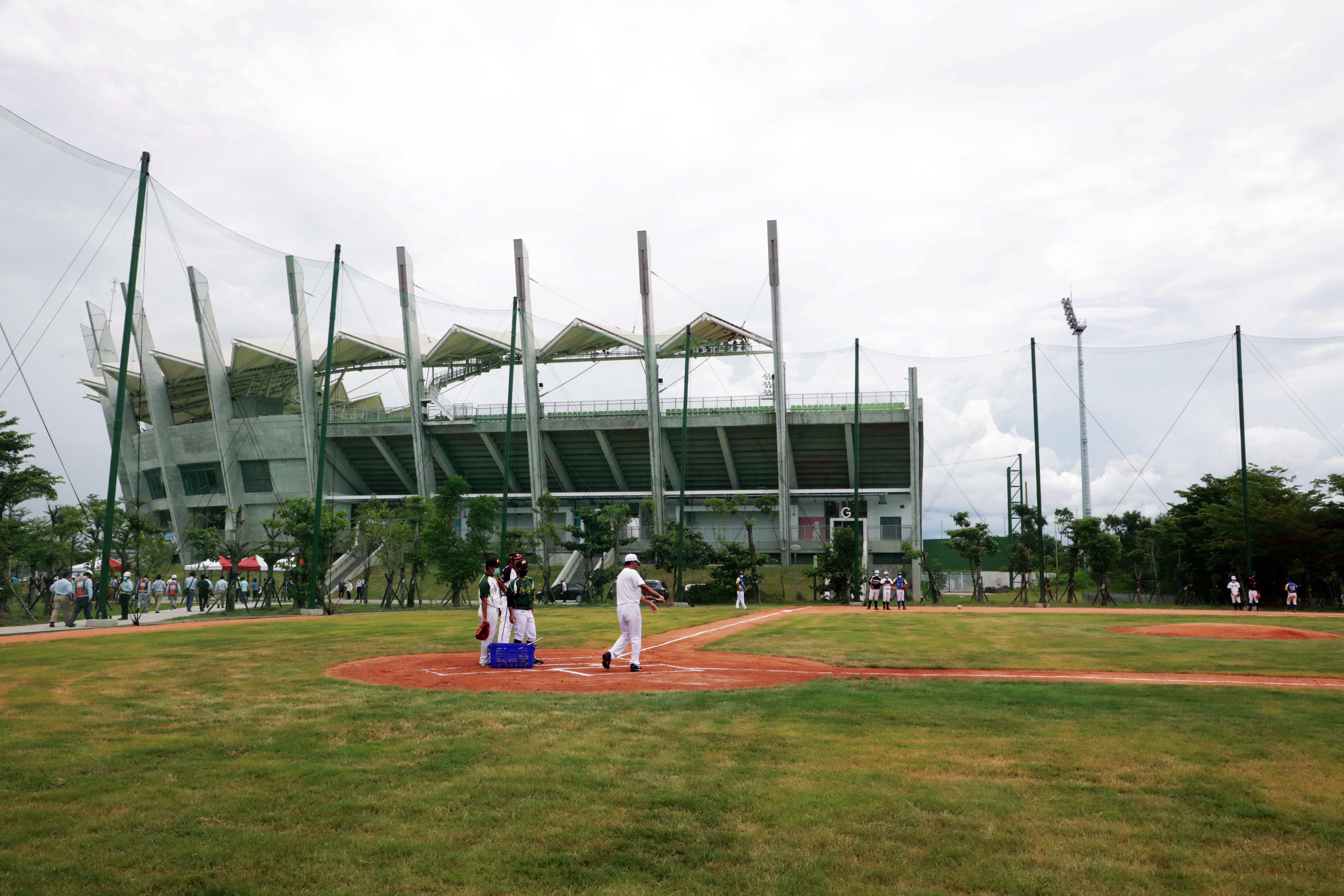
亞太棒球村內野練習場與後方少棒主球場

亞太棒球村與國立台灣歷史博物館相鄰，佔地30.27公頃以濕地綠化設計。包含成棒主球場副球場、少棒主球場副球場、室內外投打練習場以及2座內野練習場，共7座球場。
| 設施       | 座位數                                |
| ---------- | ------------------------------------- |
| 成棒主球場 | 25,000人（內野15,000人 外野10,000人） |
| 成棒副球場 | 3,000人                               |
| 少棒主球場 | 8,000人                               |
| 少棒副球場 | 1,000人                               |

## 舉行賽事
- 少棒之主球場、副球場                           
  - U-12世界盃棒球賽：2019年、2021年、2023年、2025年
- 成棒主球場
  - 中華職業棒球大聯盟二軍例行賽(2025~)
  - NC恐龍隊2025年中職交流賽
  - U-15亞洲青少棒錦標賽：2025年
- 成棒副球場                          
  - 112年中華民國全國運動會棒球資格賽：首賽G1場次2023年7月18日（雲林縣 vs. 基隆市[15]）
  - 黑豹旗全國高中棒球大賽全國決賽：2023年第十一屆64強決賽、 2024年十二屆8強決賽
  - 中華職業棒球大聯盟二軍例行賽(2023~2024)

## 其他活動
- 統一7-ELEVEn獅隊(2023年~)春訓
- 樂天巨人隊2025年春訓

## 交通資訊
自行前往：球場周邊及歷史博物館停車空間共可容納1690輛汽車及2692輛機車
- 國道1號（南向）→台南系統交流道→國道8號西向→新吉交流道→台19線→台19線安和路六、五段→長和路二段→環館路→到達球場

- 國道1號（北向）→永康交流道→台1線中正北路→永安路→長和路一段→環館路→到達球場

- 國道3號→新化系統交流道→國道8號→新吉交流道→台19線→台19線安和路六、五段→長和路二段→環館路→到達球場
- 台南都會區→公園路→中正南路→中央路→安和路一~五段→長和路二段→環館路→到達球場
- 台南都會區北外環道路（西向）→長和路出口匝道→長和路一段→環館路→到達球場

大台南公車：
| 編號 | 路線                                               | 停靠站                        |
| ---- | -------------------------------------------------- | ----------------------------- |
| 5    | 和順轉運站－台南火車站－市立醫院／大甲里           | 和順轉運站                    |
| 18   | 國民路／西門健康立體停車場－台南火車站－和順轉運站 | 亞太少棒主球場 亞太成棒主球場 |
| 20   | 仁德轉運站－永康火車站－和順轉運站－安南醫院       | 亞太少棒主球場 亞太成棒主球場 |
| 904  | 永康臨時轉運站－和順轉運站－鹿耳門天后宮／四草     | 亞太成棒主球場                |
| 905  | 永康臨時轉運站－和順轉運站－聖母廟（城安路）       | 亞太成棒主球場                |
| 橘3  | 善化轉運站－安定－和順轉運站／臺南轉運站           | 和順轉運站                    |

臺南市公共自行車租賃系統（YouBike2.0）：
- 亞太棒球中心（少棒主球場）：20柱（環館路255號）
- 臺灣歷史博物館：20柱（長和路一段250號）
- 和順轉運：28柱（長和路一段499號(東北側)）

## 外部連結
- 亞太國際棒球訓練中心在台灣棒球維基館上的頁面（繁體中文）